# Neothysanis bicolor
Neothysanis bicolor là một loài bướm đêm trong họ Geometridae.